# Cleithracara maronii

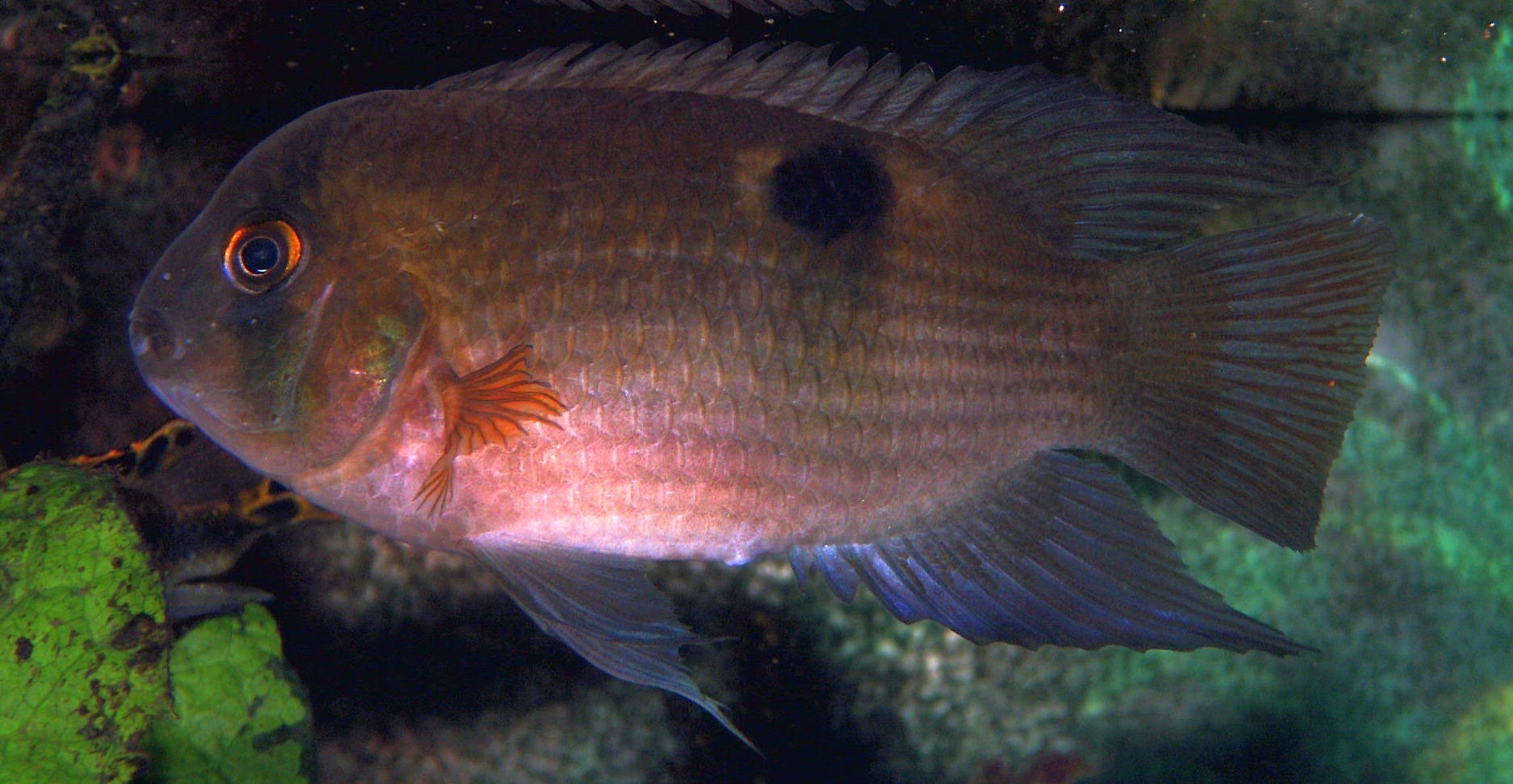
Exemplar adult

Cleithracara maronii és una espècie de peix de la família dels cíclids i de l'ordre dels perciformes.

## Morfologia
- Els mascles poden assolir 7,1 cm de longitud total.[2][3]

## Reproducció
Els pares fresen al voltant de 400 ous damunt una pedra plana i els protegeixen.

## Alimentació
Menja cucs, crustacis i insectes.

## Hàbitat
Viu en zones de clima tropical entre 22 °C-25 °C de temperatura.

## Distribució geogràfica
Es troba a Sud-amèrica: illa de Trinitat, delta del riu Orinoco i els rius compresos entre el riu Barima (Guaiana) i el riu Ouanary (Guaiana Francesa).